# Molines-en-Queyras
Molines-en-Queyras è un comune francese di 327 abitanti situato nel dipartimento delle Alte Alpi della regione della Provenza-Alpi-Costa Azzurra. Si trova nel Queyras o valle del Guil.

## Società

### Evoluzione demografica
Abitanti censiti